# Бабушка и три царя
«Бабушка и три царя» — книжка с картинками американской писательницы Рут Роббинс, проиллюстрированная художником-эмигрантом русского происхождения Николасом Сидяковым. Книга содержит пересказ рождественской истории о старушке, в зимнюю ночь встретившей волхвов, однако не последовавшей за ними поклониться Младенцу Христу и с тех пор разыскивающей его. Вышедшая в 1960 году в маленьком калифорнийском издательстве Parnassus, книга в следующем году получила медаль Калдекотта за лучшие иллюстрации к американской детской книге.

## Сюжет
Сюжет книги представлен как адаптация русской народной сказки.
В маленьком домике живёт одинокая Бабушка. Однажды холодным зимним вечером она занимается уборкой дома и вдруг слышит за окном звон колокольчиков и видит большую процессию, в начале которой три белых коня везут в санях трёх царей. Цари обращаются к Бабушке за помощью: они следовали за звездой, которая указывала им путь к Младенцу, родившемуся в эту ночь, однако потом заблудились. Они просят Бабушку проводить их и вместе поклониться Младенцу и подарить ему свои дары. Однако Бабушка не решается отправиться в путешествие ночью, тем более что она не закончила уборку, и она предлагает путникам переночевать, а утром пойти всем вместе. Но цари не могут ждать, и отправляются дальше без Бабушки.
Оставшись одна, Бабушка чувствует, что она тоже должна пойти поклониться Младенцу, и на рассвете она отправляется в путь. Однако следы процессии занесены снегом, и никто, у кого Бабушка спрашивает о родившемся Младенце, не может указать ей дорогу. Так она и ходит с тех пор по свету, и с приближением Рождества дети ждут её прихода и её простых подарков, которые она всегда носит с собой и дарит им по пути.

## История сюжета
Рождественский сюжет о «Бабушке», которая бродит по свету в поисках Младенца Христа, в западной культуре тесно ассоциируется с русским празднованием Рождества, хотя отмечается и то, что сами русские, как правило, незнакомы с этой историей. Вероятнее всего, данный сюжет не восходит ни к традиционному русскому рассказу, а был придуман западным автором, возможно под влиянием образа итальянской Бефаны. Одним из подтверждений этому может служить тот факт, что до середины XIX века детям не дарили рождественские подарки, так что сам этот обычай был воспринят в России из Европы (и то только в аристократических семьях).
Рассказ о Бабушке не раз воспроизводился в американских изданиях под видом русской сказки — судя по всему, впервые он был изложен Аделаидой Скил в журнале Wide Awake за январь 1882 года (англ. Babouscka). «Если бы вы были русским ребёнком, — так начинается этот рассказ, — вы бы не наблюдали, как Санта-Клаус спускается вниз по печной трубе, но вы бы смотрели в окно, чтобы увидеть несчастную Бабушку, спешащую мимо».
В 1898 году в журнале Saint Nicholas было опубликовано стихотворение Эдит М. Томас на тот же сюжет. Песня на эти стихи приводится в конце книги Рут Роббинс.
Новые пересказы истории появлялись и после книги Роббинс: так, в 1984 году вышла версия «Бабушка: старинная русская сказка» с иллюстрациями американского художника Чарльза Миколайчука, удостоенная премии газеты New York Times за лучшую иллюстрированную книгу года.